# All Fours
All Fours — четвёртый студийный альбом американской блэк-метал-группы Bosse-de-Nage, выпущенный 14 апреля 2015 года на лейбле Profound Lore Records. Альбом был спродюсирован Джеком Ширли, который известен по своей работе с Deafheaven и Loma Prieta. Альбом выполнен в стиле блэк-метал и пост-хардкор с элементами «мат-пост-рока, шугейза и скримо», которые сравнивают с работами Slint и Ширли в жанре пост-хардкор.
Тексты песен Брайана Мэннинга на сексуальную тематику также сравнивались с работами Pig Destroyer, Итало Кальвино и Хорхе Луиса Борхеса.
Альбом занял 13-е место в списке Pitchfork «Лучшие метал-альбомы 2015 года».

## Список композиций
| №                   | Название                    | Длительность |
| ------------------- | --------------------------- | ------------ |
| 1.                  | «At Night»                  | 8:21         |
| 2.                  | «The Industry of Distance»  | 5:57         |
| 3.                  | «-»                         | 2:04         |
| 4.                  | «A Subtle Change»           | 5:52         |
| 5.                  | «Washerwoman»               | 9:21         |
| 6.                  | «In a Yard Somewhere»       | 5:45         |
| 7.                  | «To Fall Down»              | 7:43         |
| 8.                  | «The Most Modern Staircase» | 9:48         |
| Общая длительность: | Общая длительность:         | 54:51        |

## Участники записи
- D. — бас-гитара
- H. (Harry Cantwell) — ударные
- B. (Bryan Manning) — вокал
- M. — гитара